# Catedral de Sheffield
La Catedral de San Pedro y San Pablo de Sheffield (en inglés, Cathedral Church of St Peter and St Paul), más conocida como la Catedral de Sheffield es la catedral de la diócesis de Sheffield de la Iglesia de Inglaterra. Construida inicialmente como parroquia, obtuvo el estatus de catedral cuando se creó la diócesis en 1914. La Catedral de Sheffield es uno de los cinco edificios de la ciudad que tienen categoría de monumento clasificado de grado I.
La catedral se encuentra en la calle Church Street, en el centro de la ciudad, cerca del inicio de calle Fargate. La construcción de la sección más antigua se remonta aproximadamente al año 1200 y la parte más nueva se terminó en 1966. El edificio resulta en una mezcla poco habitual de arquitectura medieval y moderna. La parada del tranvía, situada frente al patio delantero de la catedral, se inauguró en 1995 y actualmente las cuatro líneas de la red del Sheffield Supertram tienen parada ahí. Entre los años 2013 y 2014, se llevó a cabo una ulterior remodelación tanto del interior como del exterior de la catedral.
Un incendio el 14 de mayo de 2020 causó daños en la Catedral de Sheffield; una mujer de 40 años fue detenida y acusada de incendio intencionado. El incendio destrozó una sección de la catedral que utilizaba una ONG que ayuda a personas sin hogar. En 1979, otro incendio había causado daños en el campanario.

## Historia

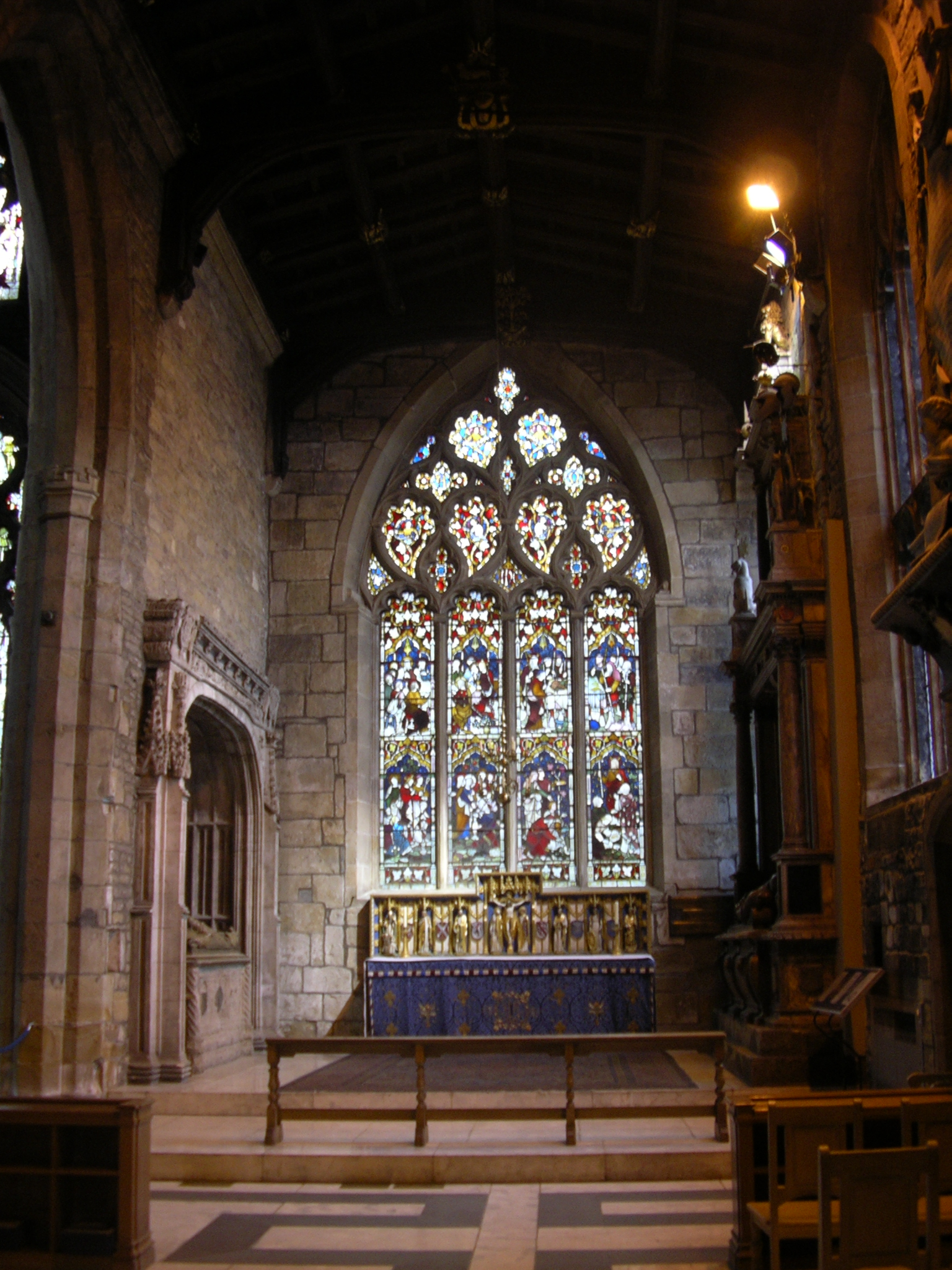
La capilla de Shrewsbury

El lugar donde se ubica la catedral tiene una larga historia vinculada al cristianismo. Se cree que la Cuz de Sheffield, del siglo IX y ahora en el Museo Británico, se erigía en este punto. Es probable que William de Lovelot construyera en este lugar, en el extremo opuesto de la ciudad respecto al Castillo de Sheffield, la iglesia parroquial de Sheffield, una parroquia satélite del priorato de Worksop (Nottinghamshire). Eso estableció el área de la parroquia de Sheffield, que no sufrió cambios hasta el siglo XIX. La iglesia fue quemada en 1266 durante la segunda guerra de los Barones contra el rey Enrique III. 
Una nueva parroquia se terminó de construir en 1280, pero alrededor de 1430 se derruyó en su mayor parte y se volvió a construir en planta cruciforme. La capilla de Shrewsbury se añadió durante el siglo posterior y en 1777 se añadió una sacristía (ahora la capilla de Santa Catalina). Entre 1790 y 1793 se reconstruyeron los muros norte y sur, y la firma de arquitectos Flockton & Gibbs se encargó de una gran restauración terminada en 1880, que incluyó la adición de los nuevos transeptos norte y sur. Originariamente, la iglesia estaba dedicada a San Pedro, aunque durante un tiempo, tras la Reforma anglicana y hasta bien entrado el siglo XIX, estuvo dedicada a la Santísima Trinidad; desde entonces, está dedicada a San Pedro y San Pablo.
La parroquia de Sheffield se subdividó en diferentes parroquias en 1848. La iglesia continúa siendo la iglesia parroquial de la actual, más pequeña, parroquia de Sheffield, pero en 1914 pasó a ser también la catedral de la recién creada diócesis de Sheffield. El arquitecto Charles Nicholson esbozó unos planos para ampliar la iglesia y reorientarla sobre su eje, pero el estallido de la Segunda Guerra Mundial redujo el alcance del proyecto. Los añadidos consiguientes le dan a la iglesia una forma extraña sobre plano, pero una impresionante fachada sur.

### El incendio de 1979
En la madrugada del 17 de julio de 1979, se produjo un gran incendio en el campanario de la catedral. El incendio se originó en el campanario y posteriormente se propagó por la torre; hacia arriba hasta la sala del reloj y hacia abajo hasta la planta baja. Al menos 35 bomberos del parque de bomberos de Division Street trabajaron en el incendio y pudieron evitar la destrucción de la aguja de la catedral y hacer que el fuego no se extendiera más allá de la torre y de las estructuras circundantes. El incendio causó daños valorados en miles de libras esterlinas y destruyó varias de las campanas de la catedral (incluida una del siglo XVI) y gran parte del mecanismo del reloj. Además, la sillería del coro también sufrió desperfectos debido a una inundación provocada por la rotura de las cañerías. La sala de repique de campanas sufrió graves daños y se perdieron más de 600 años de registros de los campaneros de la catedral.
A pesar de los importantes desperfectos en el interior del campanario, la estructura de la catedral solo sufrió daños leves y nunca hubo riesgo de que el edificio se derrumbara. Según fotografías que muestran el repique de las campanas restantes el 26 de julio de 1979, la catedral volvió a estar operativa en esa fecha como muy tarde. La posterior investigación policial de dos llamadas que se habían realizado la noche anterior al periódico local The Sheffield Star, alertando de que la catedral estaba ardiendo, determinó que el incendio había sido intencionado, aunque nunca se encontró al responsable.

### ElRoyal Maundyen 2015
El 2 de abril de 2015, se celebró en la Catedral de Sheffield el Royal Maundy. Como es tradición, la reina de Inglaterra, que tenía 89 años en ese momento, repartió monedas acuñadas especialmente para la ocasión a 89 hombres y 89 mujeres en edad de jubilación de la zona de Sheffield. Los beneficiarios recibieron dos bolsas de piel que contenían «monedas Maundy» por valor de 89 peniques. Era la primera vez que se realizaba el servicio del Royal Maundy en Yorkshire del Sur. Más de 12 000 personas viajaron a Sheffield para presenciar el acto.

### El incendio de 2020
En la tarde del 14 de mayo de 2020 se produjo un incendio en la Catedral de Sheffield. Se alertó a los servicios de emergencia sobre las 18:00, hora local, después de que alguien viera como salía humo de la parte de la catedral que da a la calle Campo Lane. Los equipos de la estación central de bomberos de Sheffield trabajaron en el incendio y lo extinguieron sobre las 21:30 de la misma noche. En el momento del incendio, la catedral estaba vacía y no hubo heridos. A fecha de 16 de mayo de 2020, una investigación conjunta entre los bomberos y la policía estaba en marcha y se cree que se trató de un incendio intencionado, ya que se encontró una ventana rota en la parte posterior de la catedral.
El fuego dañó el interior de la catedral y el humo afectó a toda la estructura, incluidas las numerosas vidrieras. Se piensa que el incendio se provocó de forma deliberada en un montón de ropa que se había donado al Archer Project de la catedral, una organización benéfica que ayuda a personas sin hogar y que ocupa un espacio dentro del edificio. El incendio destruyó todo el contenido de las salas que usa la organización, pero se evitó que se propagara a otras partes de la catedral.
La Policía de Yorkshire del Sur detuvo a una mujer de 40 años en relación con el incendio y la acusó de los delitos de incendio intencionado, imprudencia temeraria, allanamiento de morada y lesiones contra un trabajador de emergencias. Se acusó a la mujer de escupir a dos agentes de policía cuando intentaban arrestarla, lo que tiene consecuencias más graves dada la crisis sanitaria en ese momento en Reino Unido debido a la pandemia de la COVID-19.
The Archer Project, la organización benéfica de la catedral, disminuyó sus actividades después del incendio, ya que gran parte del material donado había sido destruido; el aumento de las donaciones después del incendio les permitió continuar trabajando desde una sede temporal. Con anterioridad al incendio, la organización había estado repartiendo unas 180 comidas gratuitas diarias a personas sin hogar en el centro de Sheffield, incluso durante la pandemia de la COVID-19.

## Arte y arquitectura

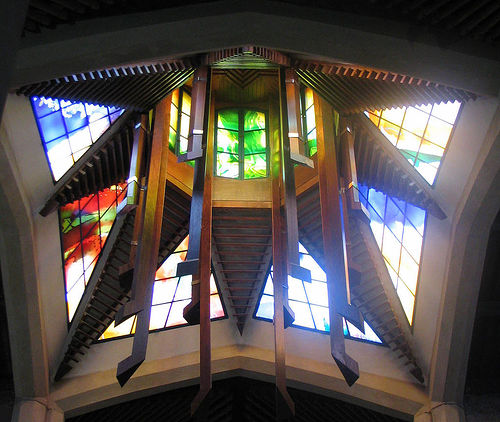
El cimborrio

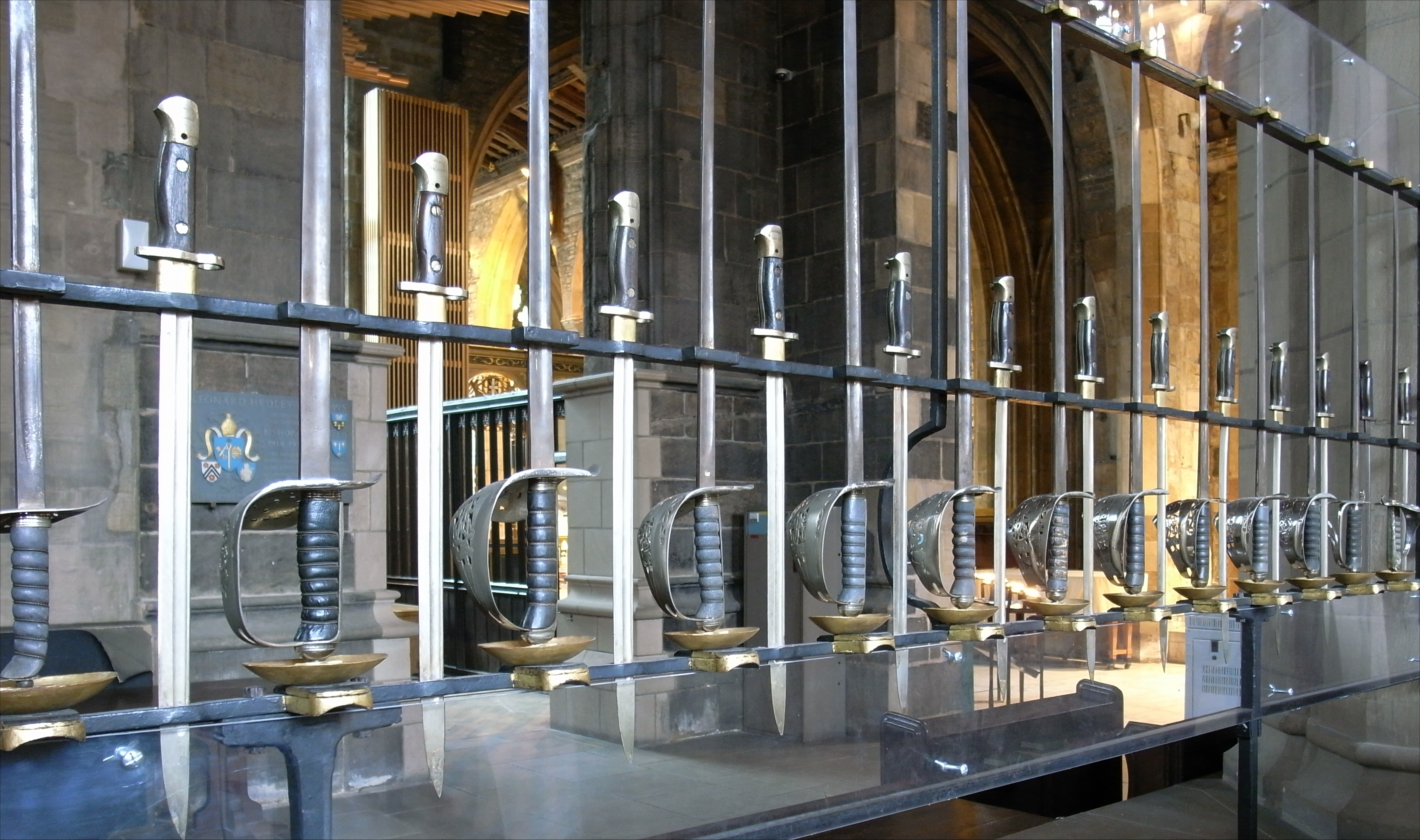
Reja de bayonetas y espadas en la Capilla de San Jorge

El extremo este de la actual iglesia es el más antiguo. En el muro este del presbiterio hay piedras de la iglesia del siglo XIII; el presbiterio data del siglo XV. La iglesia de planta cruciforme del siglo XV también contenía una pantalla de coro con galería superior, pero Isabel I ordenó que se quitara; se pueden ver las marcas en los muros.
El techo del presbiterio data probablemente del siglo XVI y es de viga jabalconada con ángeles dorados. Las alas extendidas de los ángeles fueron un regalo de George Bailey en los años sesenta.
La reconstrucción de la década de 1770 incluyó la adición de tracería en las ventanas y el revestimiento de los muros con moorstone (un tipo de granito que se encuentra en los páramos ingleses). Al añadir la capilla de Santa Catalina se deshizo la forma cruciforme de la planta. La capilla de Shrewsbury se construyó para albergar los sepulcros de estilo Tudor de los Condes de Shrewsbury.
Se cree que el retablo de esta capilla data de la época medieval. En el muro sur de la capilla de Shrewsbury se encuentra el sepulcro de alabastro de George Talbot, VI conde de Shrewsbury, con su marco arquitectónico, su efigie con armadura y una inscripción en latín. Varios miembros de la familia están enterrados en la cripta. El sepulcro en la parte izquierda es el de George Talbot, IV conde de Shrewsbury; está hecho de mármol y tallado en estilo italiano; representa al conde y sus dos mujeres en posición de rezo. Ambos son excelentes ejemplos de sepulcros de estilo Tudor. La ventana este de la catedral es un memorial a James Montgomery.

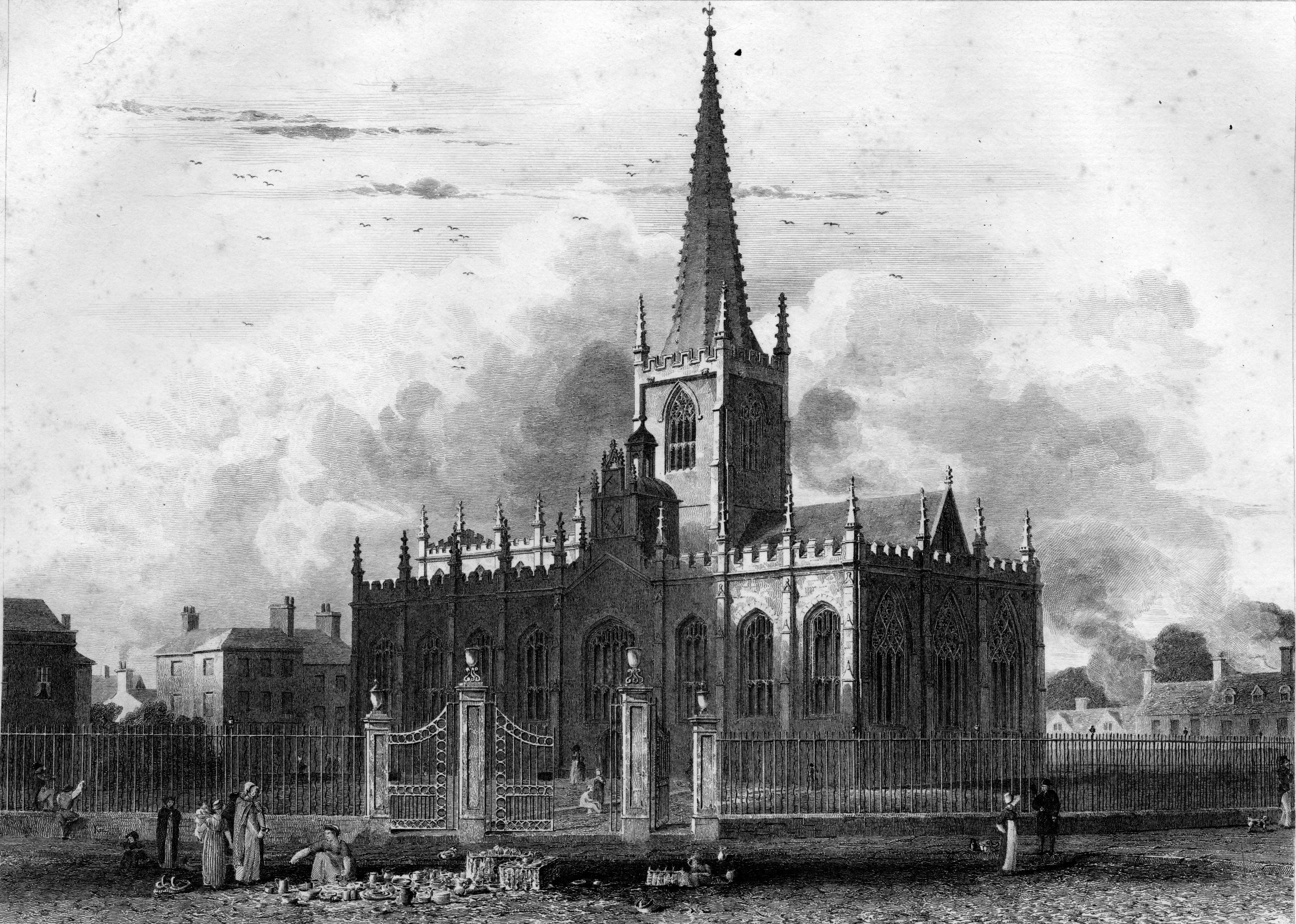
Iglesia parroquial de Sheffield en 1819

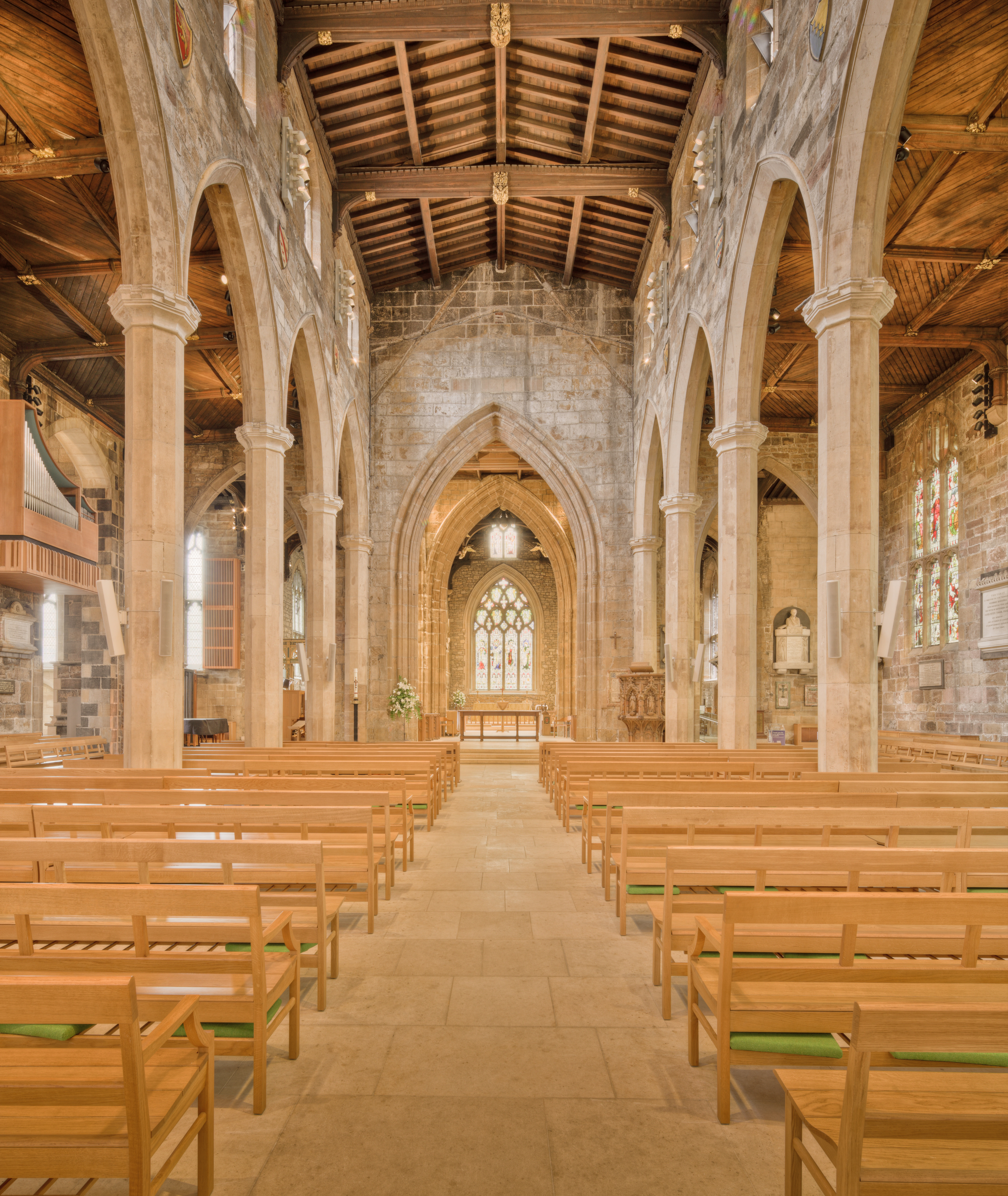
Nave de la catedral de Sheffield en 2019

En la década de 1880, en nuevos trabajos de reconstrucción, se eliminaron las galerías, se trasladó el órgano a la parte norte del transepto para despejar el presbiterio y se instalaron nuevos bancos de roble. Se ampliaron los transeptos norte y sur, así como el extremo oeste. Unos artesanos locales construyeron una pantalla para la capilla de Shrewsbury, pero se modificó y se trasladó a la nave lateral norte en la primera década del siglo XX. Durante unos trabajos de restauración en 2013, se descubrió que algunos de los féretros de los Shrewsbury habían desaparecido.
A principios del siglo XX, Charles Nicholson propuso un diseño que exigía una realineación de 90 grados del eje de la iglesia. Sin embargo, el diseño se tuvo que cambiar por la falta de fondos y por la Segunda Guerra Mundial. Los cambios se llevaron a cabo durante el resto del siglo XX. El grueso de los cambios se produjo en la parte norte de la catedral, que se amplió considerablemente. Justo al norte de la nave se encuentra la capilla de San Jorge, que conmemora al Regimiento de York y Lancaster. Está adornada con banderas de los regimientos y una reja hecha con bayonetas y espadas del primer regimiento. Bajo la capilla de San Jorge se encuentra la capilla de la cripta, dedicada a Todos los Santos. En el extremo más septentrional está la capilla del Espíritu Santo, con una estructura de bóvedas de cuatro partes y un bonito reredo pintado; también se encuentra la vidriera Te Deum, diseñada por Christopher Webb. La entrada principal de la catedral se encuentra en la ampliación del extremo oeste, que se añadió en 1966 cuando se rededicó la iglesia. La pila bautismal está en esta parte de la catedral. El cimborrio se añadió para aumentar la entrada de luz; la vidriera original se sustituyó por un diseño abstracto de la artista Amber Hiscott en 1988. En septiembre de 2010 se anunció que la catedral iba a solicitar una subvención de 980 000 GBP del National Lottery Heritage Fund para financiar un proyecto de 1,25 millones de libras esterlinas para hacer el edificio más atractivo para los visitantes.

## Decano y cabildo
A 1 de diciembre de 2021:
- Decana: Abi Thompson (desde la toma de posesión el 6 de noviembre de 2021)[16]
- Vicedecano y canónigo misionero: Keith Farrow (canónigo misionero desde marzo de 2014; vicedecano desde el 1 de diciembre de 2019)[17]
- Canónigo residente y chantre interino: Geoffrey Harbord (canónigo desde la toma de posesión el 21 de octubre de 2020; chantre interino desde el 9 de octubre de 2021)[18]
- Chantre: vacante desde la colación de Chris Burke en 2019 como arcediano de Barking
- vacante: desde el paso de Burke en 2013 de canónigo residente a chantre
- vacante: desde la colación de Joanne Grenfell en 2013 como arcediano de Portsdown

## Música

### Coro
El 22 de julio de 2020, el cabildo de la Catedral de Sheffield anunció la disolución del coro de la catedral. El coro estaba integrado por unas 40 personas, del cual formaban parte miembros seculares (lay clerks) y estudiantes (choral scholars), así como niñas y niños coristas de varias escuelas locales. El cabildo declaró que se disolvió «para crear un Departamento de Música y Coro preparado para el apasionante futuro de la mestiza comunidad urbana en la que vivimos y trabajamos» y que el cabildo está «comprometido a conservar la característica vida coral de una catedral anglicana, sirviéndonos de nuestra larga historia haciendo música». La disolución se recibió negativamente en los medios de comunicación nacionales.

### Órgano
El órgano de N. P. Mander Ltd fue desmantelado en 1998 con vistas a una sustitución definitiva por otro órgano. En 2020 esto todavía no había ocurrido y se estaba utilizando un órgano digital de Phoenix Organs. En 2008 se iniciaron negociaciones con el Ayuntamiento de Warrington para comprar el órgano Cavaillé-Coll de la sala Parr Hall, pero terminaron sin acuerdo en 2011.

### Organistas
- 1805 John Mather
- 1810 Jonathan Blewitt
- 1811 Robert Bennett
- 1819 John Camidge
- 1819 Mr Gledhill
- 1820 Joseph Bottomley
- 1860 George Henry Smith
- 1875 Thomas Tallis Trimnell
- 1886 Edwin H. Lemare
- 1892 Thomas William Hanforth
- 1937 Reginald Tustin Baker
- 1966 Graham Hedley Matthews
- 1991 Paul Brough
- 1994 Simon Lole
- 1997 Neil Taylor
- 2016 Joshua Hales (en activo)
- 2017 Thomas Corns
- 2019 Joshua Stephens (en activo)
- 2020 Joshua Stephens (designación en marzo y renuncia en julio)

Los organistas también eran los responsables de la dirección del coro de la catedral.

## Repique de campanas
A fecha de 2017, la catedral tiene 12 campanas, que se tocan con el método inglés change ringing. Las campanas se tocan regularmente los jueves para la práctica y el domingo para los servicios dominicales, por la mañana y por la tarde. En la catedral también cuelga la campana de acero inoxidable del barco HMS Sheffield (C24).

## The Archer Project
The Archer Project es una organización benéfica de la catedral para personas sin hogar que opera en las salas de la parte trasera del edificio, que tienen una entrada independiente desde la calle Campo Lane. La organización se fundó en 1989, tras una década de decadencia económica y aumento del número de personas sin hogar en Sheffield, provocados por el cierre de las industrias siderúrgicas y mineras de la zona. En 2007, la organización benéfica se trasladó a las salas rehabilitadas de la parte trasera de la catedral; las salas tienen duchas, lavandería, acceso a computadoras, salas de estar y una cocina equipada, todo para el uso de las personas sin hogar de Sheffield.
En 2013, la organización recibió el estatus de Investors in People (acreditación británica por la buena gestión de personal). The Archer Project fue la organización benéfica oficial del equipo de rugby Sheffield Eagles en la temporada 2018. La organización también ha trabajado en estrecha colaboración con escuelas locales.
El incendio intencionado del 14 de mayo de 2020 destruyó las salas que utilizaba el Archer Project en la catedral de Sheffield. Se recaudaron más de 22 000 GBP para la organización en las 24 horas posteriores al incendio, incluida una donación de 1000 GBP del club de fútbol Sheffield Wednesday.

## Cómo llegar
La Catedral de Sheffield tiene su propia parada de la red de tranvía Sheffield Supertram, llamada Cathedral, situada frente al patio delantero de la catedral; se inauguró el 18 de febrero de 1995 y actualmente las cuatro líneas de la red de tranvía tienen parada ahí.
No hay zonas de aparcamiento para coches en las calles adyacentes a la catedral; el aparcamiento más cercano se encuentra en la calle Campo Lane, a poca distancia a pie.

## Pastores
Pastores de Sheffield desde 1482:
1482: John Plesaunce
1501: Tomás Cundall
1512: Thomas Stokks
1519: Thomas Wode
1534: Robert Gawthorpe
1558/9: Richard Hayward
1567: John Atkyn
1569: Robert Holland
1597: Thomas Toller
1635: John Bright
1643: Edward Browne
1644: Thomas Birkbeck
1654: James Fisher
1662: Edward Browne
1662: John Lobley
1681: Charles Wilson
1695: Nathan Drake
1713: John Dossie
1754: James Wilkinson
1805: Thomas Sutton
1851: Thomas Sale
1873: Rowley Hill
1877: Puesto fusionado con el arcediano de Sheffield
1931: Puesto fusionado con el rector de Sheffield

## Sepulcros
- George Talbot, VI conde de Shrewsbury
- George Talbot, IV conde de Shrewsbury
- Anne Hastings, condesa de Shrewsbury, primera esposa de George Talbot IV (falleció antes que él)
- Elizabeth Walden (1491-julio de 1567), segunda esposa de George Talbot IV
- María Percy, condesa de Northumberland